# Adele
Adele Laurie Blue Adkins (Tottenham, 5. svibnja 1988.), poznatija kao Adele, engleska je pjevačica, tekstopiskinja, glazbenica i multiinstrumentalistica. Dobitnica je deset nagrada Grammy, četiri Brit Awards, četiri American Music Awards, Zlatnog Globusa i nagrade Oscar, između ostalih.
Adele je ponuđen diskografski ugovor XL Recordingsa nakon što je njezin prijatelj 2006. objavio njezinu demosnimku na MySpaceu. Njezin debitantski album 19, izdan 2008., naišao je na komercijalni uspjeh i dobio je pozitivne kritike. Album je ostvario četverostruku platinastu nakladu u Velikoj Britaniji i dvostruku platinastu nakladu u SAD-u. Godine 2009. na dodjeli prestižnih nagrada Grammy osvojila je nagradu za najboljeg novog umjetnika i najbolju žensku vokalnu izvedbu.
Drugi studijski album 21 objavljen je 2011. Album, hvaljen od kritike, nadmašuje uspjeh prvog albuma, osvojivši šest Grammyja u 2012. godini, uključujući nagradu za album godine, izjednačavajući rekord za najviše osvojenih Grammyja neke ženske glazbenice u jednoj noći. Album je certificiran platinastom nakladom šesnaest puta u Velikoj Britaniji, dok se u SAD-u nalazio na vrhu ljestvica duže nego ijedan album od 1985., dosegnuvši dijamantnu nakladu. Do 2013., album je prodan u preko 26 milijuna primjeraka diljem svijeta.
Godine 2013. osvojila je nagradu Oscar i Zlatni Globus za najbolju originalnu pjesmu "Skyfall", napisanu za film istoga imena, iz serijala o Jamesu Bondu.

## Diskografija
- 19 (2008.)
- 21 (2011.)
- 25 (2015.)
- 30 (2021.)